# Mary Skelter: Nightmares
Mary Skelter: Nightmares (神獄塔 メアリスケルター?, Kangokutō Meari Sukerutā) è un videogioco di ruolo di tipo dungeon crawler pubblicato nel 2016 per PlayStation Vita, uscito successivamente anche per PC.
Un sequel, Mary Skelter 2, è uscito il 28 giugno 2018 sul mercato giapponese per PlayStation 4. Un terzo e ultimo capitolo, Mary Skelter Finale, è uscito il 5 novembre 2020 sul mercato giapponese per PlayStation 4.